# عقاب الحيات المتوجة
عقاب الحيات المتوجة (الاسم العلمي Spilornis cheela)، طائر جارح من النعبول وفصيلة البازية. أعطانها شبه القارة الهندية وجنوب شرق آسيا وشرق آسيا. موائلها الطبيعية الغابات الحرجية الاستوائية.